# Louis Besson (prélat)
Pour les articles homonymes, voir Besson.
Pour l'homme politique, voir Louis Besson.
Louis Besson (1821, Baume-les-Dames - 1888, Nîmes) est un prélat, évêque de Nîmes de 1875 à 1888.

## Biographie
Louis François Nicolas Besson fut orateur sacré, historien, biographe, prêtre du diocèse de Besançon (1845-1875), chanoine titulaire (1873) et fondateur des revues Annales franc-comtoises, en 1864 et Revue du Midi en 1887.
Il prononce l'oraison funèbre d'Henri de Bonnechose, cardinal, à Rouen le 13 décembre 1883.
Il est nommé évêque de Nîmes en 1875.

### L'Instruction pastorale et mandement sur les combats et les courses de taureaux
Son prédécesseur nîmois Henri Plantier ayant eu l'occasion en 1863 de dénoncer la tauromachie dans une lettre pastorale, il publie aussi le 15 août 1885 une longue Instruction pastorale et mandement sur les combats et les courses de taureaux, où il dépeint en termes émouvants les souffrances endurées par les chevaux et les taureaux, et réclame avec énergie la suppression de ces spectacles « digne de la barbarie païenne et qui sont la honte de nos mœurs ».
Se fondant sur la bulle De salute gregis de Pie V, il édicte l'interdiction pour les fidèles du diocèse d'« assister aux combats de taureaux », sous peine de « faute grave ». 

## Ouvrages
- Mémoire historique sur l'abbaye et la ville de Lure, Besançon, Bintot, 1846 (lire en ligne)
- Le décalogue ou La loi de l'Homme-Dieu. Conférences prêchées à la métropole de Besançon, années 1866, 1867, 1868 (1869)
- Panégyriques et oraisons funèbres (1870)
- Notice sur le comte Charles d'Argy, colonel de la légion romaine (1870)
- L'année d'expiation et de grâce, 1870-1871 : sermons et oraisons funèbres (1872)
- Les sacrements, ou la grâce de l'Homme-Dieu : conférences prêchées dans l'église métropolitaine de Besançon, années 1869, 1870, 1871, 1872 (1873)
- Le Sacré Cœur de l'Homme-Dieu : sermons prêchés à Besançon et à Paray-Le-Monial en juin 1873 (1873)
- Les mystères de la vie future, ou La gloire de l'Homme-Dieu. Conférences prêchées dans l'église métropolitaine de Besançon, années 1873, 1874 (1874)
- Les Mystères de la vie future, ou la Gloire de l'Homme-Dieu, conférences prêchées dans l'église métropolitaine de Besançon, années 1873 et 1874 (1878)
- Vie de son éminence monseigneur le cardinal Mathieu, archevêque de Besançon (1882)
- Étude sur les forces morales de la société contemporaine : la religion et l'église (1883)
- *Frédéric-François-Xavier de Mérode : ministre et aumônier de Pie IX, archevêque de Mélitène, sa vie et ses œuvres, Paris, Retaux-Bray, 1886, vii-436 (BNF 30100086)
- Vie du cardinal de Bonnechose, archevêque de Rouen, 2 vol., Retaux, Paris, 1887.